# Olof Swensson
Olof Julius Swensson, född 22 mars 1920 i Brunflo församling i Jämtlands län, död 11 maj 1996 i Östersund, var en svensk arkitekt.
Swensson, som var son till hemmansägare Sven Olsson och Nanny Nilsson, utexaminerades från Stockholms tekniska institut 1942, Han bedrev därefter specialstudier inom arkitektur och praktiserade på olika arkitektkontor samt var direktör och innehavare av Olof Swensson ingenjörsfirma AB i Östersund från 1947. Bland hans utförda arbeten märks kommunalhus i Brunflo, Ytterhogdals, Offerdals och Frostvikens landskommuner.